# Ana de Brooklyn
Ana de Brooklyn (en italiano, Anna di Brooklyn) es una película cómica francoitalana de 1958 dirigida por Vittorio De Sica y Carlo Lastricati y protagonizada por Gina Lollobrigida, De Sica y Amedeo Nazzari. Fue rodada en los Cinecittà Studios de Roma. 

## Argumento
Una rica viuda Gina Lollobrigida llamada Anna deja Nueva York y busca un marido en el pueblo italiano en el que nació.

## Reparto
- Gina Lollobrigida - Anna
- Vittorio De Sica - Don Luigi
- Dale Robertson - Raffaele
- Amedeo Nazzari - Ciccone
- Peppino De Filippo - Peppino
- Carla Macelloni - Rosina
- Gabriella Pallotta - Mariuccia
- Luigi De Filippo - Zitto-Zitto
- Clelia Matania - Camillina
- Renzo Cesana - Barón Trevassi
- Terence Hill - Chicco - Sobrino de Don Luigi
- Augusta Ciolli - Tía Carmela
- Gigi Reder - Berardo